# Dolichopteroides
Dolichopteroides is een monotypisch geslacht van straalvinnige vissen uit de familie van de hemelkijkers (Opisthoproctidae).

## Soort
- Dolichopteroides binocularis (Beebe, 1932) – Telescoopvis